# Mám horečku
Mám horečku je druhé hudební album české rockové skupiny Brutus.

## Seznam skladeb - první vydání (1992)
1. Mám horečku 2:57
2. Zase pivo 2:52
3. Pijte Key Rum 3:10
4. Loudám se trávou 3:08
5. Půjdeme spolu do nebe 3:49
6. Tvůj speciální zjev 2:30
7. Moje baba 2:28
8. Zničená duše 2:50
9. Jsem cvok 2:52
10. Tvoje máma to ví že jsem blázen 3:53
11. Gynekolog 5:09
12. Kečup kečup 2:13
13. Indickej čaj 3:00

## Seznam skladeb (bonusy) - druhé vydání (2010)
1. Mám horečku 2:57
2. Zase pivo 2:52
3. Loudám se trávou 3:08
4. Půjdeme spolu do nebe 3:49
5. Tvoje máma to ví že jsem blázen 3:53
6. Gynekolog 5:09
7. Kečup kečup 2:13
8. Indickej čaj 3:00
9. Jsem cvok 2:52